# Thảo án Hiến pháp Cộng hòa Nhân dân Nhật Bản
Thảo án Hiến pháp Cộng hoà Nhân dân Nhật Bản (日本人民共和国憲法草案 (Nhật Bản nhân dân cộng hoà quốc hiến pháp thảo án) Nihon Jinmin Kyōwakoku Kenpō Sōan) là bản thảo án sửa đổi hiến pháp của Đế quốc Nhật Bản, do Đảng Cộng sản Nhật Bản phát hành vào ngày 29 tháng 6 năm 1946. Dự thảo này được công bố trong một cuộc thảo luận sôi nổi về Hiến pháp Nhật Bản sau Chiến tranh Thái Bình Dương.
Đặc điểm của thảo án là bãi bỏ hệ thống Đế quốc Nhật Bản, áp dụng chủ nghĩa cộng hòa và nguyên tắc tập trung dân chủ, đồng thời đưa ra các chính sách xã hội chủ nghĩa.

## Tổng quan
Được đăng trên tờ báo Tiền vệ (前衛) của Đảng Cộng sản Nhật Bản ngày 21 tháng 7 năm 1946.
Vào ngày 8 tháng 11 năm 1945, hai tháng sau khi chính phủ Nhật Bản chính thức kí văn bản đầu hàng ngày 2 tháng 9 năm 1945 và thỏa thuận ngừng bắn với Đồng minh được kí kết. Đảng Cộng sản Nhật Bản vào ngày 11 tháng 11 năm 1945 (năm Showa thứ 20):
1. Chủ quyền thuộc về nhân dân.
2. Hội đồng Dân chủ kiểm soát chủ quyền Hội đồng Dân chủ là nền tảng của quyền bầu cử cho những người trên 18 tuổi. Hội đồng Dân chủ bầu ra những người thành lập chính phủ.
3. Nếu chính phủ không thực hiện, không thực hiện hoặc làm sai lệch, các quyết định của quốc hội chịu trách nhiệm về quốc hội dân chủ, và bất kì hành vi sai trái nào khác thì sẽ ngay lập tức chấm dứt.
4. Người dân sẽ được tự do về chính trị, kinh tế và xã hội, tự do giám sát và chỉ trích các quốc hội và chính phủ.
5. Quyền sống, quyền làm việc, quyền học tập của nhân dân phải được bảo đảm bằng cơ sở vật chất cụ thể.
6. Xóa bỏ cơ bản sự phân biệt giai cấp và sắc tộc.

"Cốt tử về Hiến pháp mới'' (新憲法の骨子) được thông qua tại Hội đồng Quốc gia Đảng Cộng sản Nhật Bản ngày 8 tháng 11 năm 1945 bao gồm bảy điều, nhiều hơn một điều được Đảng Cộng sản Nhật Bản công bố vào ngày 11 tháng 11 năm 1945. Cộng sản Nhật Bản Đảng quyết định vào ngày 28 tháng 6 năm 1946 (năm Showa thứ 21), và công bố vào ngày 29 tháng 6, tức hôm sau.

### Chủ quyền và cộng hoà
Các đặc điểm chính của thảo án sửa đổi này là: bãi bỏ hệ thống Thiên hoàng, áp dụng hệ thống cộng hòa, cũng như đảm bảo các quyền tự do và quyền sinh kế. Nó quy định việc nhà nước cung cấp mọi điều kiện vật chất cần thiết cho các đảng phái chính trị dân chủ và các tổ chức quần chúng, nhưng lại không nêu rõ vai trò lãnh đạo của đảng. Có một điều khoản quy định rằng quyền sở hữu tư liệu sản xuất xã hội phụ thuộc vào phúc lợi công cộng, nhưng việc quốc hữu hóa cũng không được quy định một cách rõ ràng.

### Bảo đảm quyền người dân, sự liêm chính của cán bộ công quyền, xóa bỏ hình phạt tử hình
Xét về khía cạnh xã hội chủ nghĩa, quyền của người dân được đảm bảo về mặt vật chất bằng việc cung cấp cơ sở vật chất, và người lao động được quyền tham gia quản lí. Các tính năng khác còn có: việc thành lập một chương về "Cán bộ công quyền", bắt buộc người dân phải bầu các sĩ quan phụ trách đồn cảnh sát, sự liêm chính của các quan chức nhà nước và bãi bỏ chế độ gia trưởng, chế độ kế vị, tra tấn và cả án tử hình. Đối với những người ngoại quốc bị truy lùng do hoạt động dân chủ, phong trào giải phóng dân tộc hay hoạt động học thuật, thì việc chấp nhận tị nạn trên thực tế dưới hình thức quyền tị nạn nội địa được quy định.

### Không tham gia chiến tranh xâm lược, hiến pháp mềm dẻo, không từ bỏ hình thức chính thể cộng hòa
Mặc dù thảo án hiến pháp này không có quy định về việc không tổ chức quân đội hay từ chối quyền hiếu chiến như Điều 9 Hiến pháp Nhật, nhưng nó vẫn bao gồm các điều khoản về việc không ủng hộ, không tham gia vào các cuộc chiến tranh xâm lược. Ngoài ra, nó cũng linh động hơn so với Hiến pháp Nhật Bản, do nó sửa đổi được với sự chấp thuận của hơn hai phần ba Nghị viện. Mặt khác, có một điều khoản tương tự như Hiến pháp Cộng hòa Ý ban hành năm 1948, quy định rằng “việc xóa bỏ nền cộng hòa và khôi phục chế độ quân chủ là không phải sửa đổi hiến pháp”.

## Xử lý tiếp theo bởi Người khởi tạo
Năm 1993, "Nguồn gốc của Hiến pháp: Bình luận và Tư liệu" (do Viện Khoa học Xã hội trực thuộc Trung ương Đảng Cộng sản Nhật Bản biên tập, Công ty TNHH NXB Shinnihon xuất bản) mô tả là "Dự thảo Hiến pháp của Đảng Cộng sản Nhật Bản" như một tài liệu lịch sử.
Vào tháng 2 năm 2000, Fuwa Tetsuzō, Chủ tịch Đảng Cộng sản Nhật Bản, cho biết, "[Dự thảo hiến pháp của Đảng Cộng sản] được đảng này đề xuất vào thời điểm năm 1946, một năm sau khi kết thúc chiến tranh, khi mà Nhật Bản muốn tạo ra một hiến pháp mới. Đây chỉ là một tài liệu lịch sử và các hành động trong tương lai của chúng tôi không dựa trên hay bị ràng buộc bởi nó."